# Кирко Киркович
Кирко Киркович е български лекар. Участник в Руско-турската война (1877 – 1878). Произхожда от хърватския благороднически род Киркович. Основоположникът на рода в Османската империя Никола Киркович се установява трайно в гр. Сопот в края на XVII или началото на XVIII век. Роднини на Кирко Киркович са известните Тодор Киркович – хайдутин, воевода, четник и опълченец, Христо Стоянов Хаджикирков, Димитър Шишеджиев – участници в Априлското въстание и опълчението, ген. Димитър Кирков – командир на 8-ма Тунджанска дивизия през Балканската война, както и на проф. д-р Стоян Киркович.
Доктор Киркович е зет на Ивана Хаджигерова и е съпруг на Рада Киркович.

## Биография
Кирко Киркович е роден през 1842 г. в град Сопот. Произхожда от богатия сопотски търговски род Хаджикиркови. Завършва сопотското класно училище през 1861 г. и започва работа в търговската кантора „Хаджикиркови“.
От 1865 г. е в Русия. Завършва медицинския факултет на Московския университет. Тук се запознава с друг един виден възрожденец и лекар доктор Васил Караконовски, с когото поддържа приятелски връзки до смъртта си. По руски маниер променя фамилното си име премахвайки титлата „хаджи“ и русифицирайки го на Киркович.
След дипломирането си доктор Кирко Киркович се връща за кратко в родния край и се жени за известната общественичка Рада Киркович. Работи като лекар в Пловдив и София.
Участва в Руско-турската война (1877 – 1878). Включва се като военен лекар-доброволец в Руската армия на Балканския полуостров. По време на военните действия се заразява от коремен тиф и умира без да види лелеяното освобождение на Отечеството си.
Родство: Син – професор доктор Стоян Киркович.